# Randy Stone
Randy Stone (* 16. August 1958 in Los Angeles; † 12. Februar 2007 in Beverly Hills) war ein US-amerikanischer Schauspieler, Casting Director und Produzent.

## Karriere
Randy Stone begann seine Karriere bereits als Kind, indem er in vielen Werbungen auftrat, da damals seine Familie auf dieses Geld angewiesen war. Außerdem spielte er eine kleine Rolle in Südsee-Paradies mit Elvis Presley, wobei er aber nicht erwähnt wird, bevor er 1976 seinen ersten Fernsehauftritt in der Folge Der Frosch und die Diamanten der Fernsehserie Drei Engel für Charlie hatte. Danach übernahm er als Erwachsener noch einige kleinere Rollen in Fernsehproduktionen wie Space 2063, aber auch in Kinoproduktionen wie Final Destination.
Hauptsächlich war Stone jedoch vor allem im Castingbereich tätig, zum ersten Mal für die NBC Comedy-Serie Gimme a Break mit Nell Carter, welche von 1981 bis 1987 erschien. Sein erster Film als Casting-Director war der Fernsehfilm Der lange Weg nach Hause von Robert Markowitz aus dem Jahr 1981. Der 1983 erschienene Film Der weiße Hai 3-D war der erste Kinofilm für dessen Casting Stone verantwortlich war. Für seine Arbeit zu dem Fernsehfilm Anwalt des Feindes von CBS wurde Stone bei der 42. Primetime-Emmy-Verleihung in der Kategorie Bestes Casting für eine Miniserie oder ein Spezial gemeinsam mit Holly Powell ausgezeichnet. Stone war außerdem als Casting Director für die Besetzung von David Duchovny und Gillian Anderson in der erfolgreichen TV-Serie Akte X verantwortlich.
Stone gab sein Produktionsdebüt als Executive Producer bei dem Film Das Wunderkind Tate von Jodie Foster aus dem Jahr 1991, für die der Film wiederum das Debüt als Regisseurin war. Danach produzierte er nur noch 2005 den Fernsehfilm Das kleine Mord-Problem, zu dem er auch sein einziges Drehbuch schrieb, ebenfalls als ausführender Produzent und 1995 den Kurzfilm Trevor über einen schwulen Jugendlichen, der versucht, sich selber umzubringen. Trevor, eine Adaption des Theaterstücks Word of Mouth von James Lecesne, der auch das Drehbuch für diesen Film schrieb, wurde zu einem Erfolg und gewann bei der 67. Oscarverleihung als Bester Kurzfilm, wodurch Stone und Regisseurin und Koproduzentin Peggy Rajski den Oscar erhielten. Jedoch mussten sie sich die Auszeichnung mit Peter Capaldi und Ruth Kenley-Letts und deren Film Franz Kafka’s It’s a Wonderful Life teilen, da beide Filme die gleiche Anzahl an Stimmen erhalten hatten. 1998 wurde Trevor auf HBO im Zuge eines Spezials mit Ellen DeGeneres gezeigt, da Stone mit Rajski und James Lecesne die Trevor Lifeline gründete: die erste 24-Stunden-Hotline für LGBTQ+-Personen in den USA mit dem Ziel, Selbstmorde zu verhindern und über Sexualität aufzuklären. Die Trevor Lifeline entwickelte sich im Laufe der Jahre fort und wurde schließlich zum Trevor Project.

## Privates
Randy Stone wurde 1958 als Sohn von Beverly Bates geboren und wuchs gemeinsam mit seinem jüngeren Bruder auf. Stone heiratete 1983 Roslyn Kind, eine US-amerikanische Schauspielerin und Sängerin, ließ sich jedoch bereits 1988 von ihr scheiden und outete sich danach als schwul. Stone galt zeitlebens als bester Freund von Jodie Foster und hatte auch guten Kontakt zu ihren Söhnen; so erwähnte er Foster bei seiner Danksagung zum Oscargewinn.
Stone starb am 12. Februar 2007 in Beverly Hills an Herzversagen.

## Filmografie (Auswahl)
- 1976: Drei Engel für Charlie (Charlie’s Angels, Fernsehserie, Episode Der Frosch und die Diamanten, Schauspieler)
- 1981–1987: Gimme a Break (Fernsehserie, 137 Episoden, Casting)
- 1981: Der lange Weg nach Hause (A Long Way Home, Fernsehfilm, Casting)
- 1983: Der weiße Hai 3-D (Jaws 3-D, Casting)
- 1990: Anwalt des Feindes (The Incident, Fernsehfilm, Casting)
- 1991: Das Wunderkind Tate (Little Man Tate, ausführender Produzent)
- 1995: Trevor (Kurzfilm, Produzent)
- 1996: Space 2063 (Space: Above and Beyond, Fernsehserie, 2 Episoden, Schauspieler)
- 2000: Final Destination (Schauspieler)
- 2006: Das kleine Mord-Problem (A Little Thing Called Murder, Fernsehfilm, ausführender Produzent und Drehbuch)

## Auszeichnungen (Auswahl)
Oscar:
- 1995: Oscar in der Kategorie Bester Kurzfilm mit Peggy Rajski für Trevor, geteilt mit Peter Capaldi und Ruth Kenley-Letts für Franz Kafka’s It’s a Wonderful Life

Primetime-Emmy-Award:
- 1990: Emmy in der Kategorie Bestes Casting für eine Miniserie oder ein Spezial gemeinsam mit Holly Powell für Anwalt des Feindes